# Andrzej Ananicz

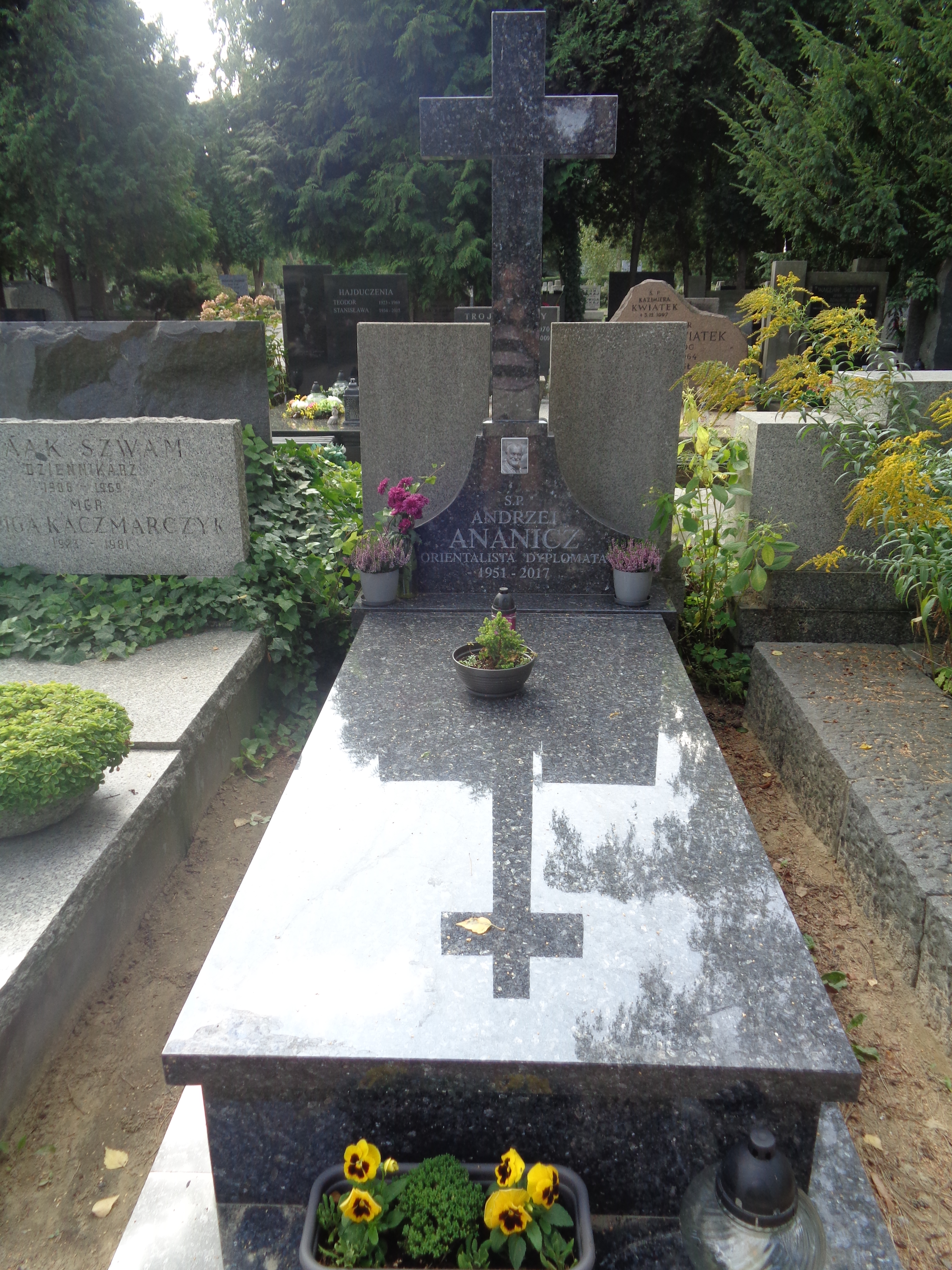
Grób Andrzeja Ananicza na cmentarzu Wojskowym na Powązkach

Andrzej Ananicz (ur. 21 marca 1951 w Warszawie, zm. 19 września 2017 tamże) – polski orientalista, nauczyciel akademicki, urzędnik państwowy i dyplomata, doktor nauk filologicznych. Podsekretarz stanu w Ministerstwie Spraw Zagranicznych (1992–1994), podsekretarz stanu i sekretarz stanu w Kancelarii Prezydenta RP (1994–1995), sekretarz stanu w MSZ (1997–2001), szef Agencji Wywiadu (2004–2005), p.o. szefa Agencji Wywiadu (2008), główny doradca premiera Donalda Tuska (2008), dyrektor Akademii Dyplomatycznej PISM (2008–2011), ambasador RP w Turcji (2001–2004) oraz w Pakistanie (2011–2015).

## Życiorys

### Wykształcenie i działalność naukowa
W 1974 ukończył studia w zakresie turkologii na Uniwersytecie Warszawskim. Studiował także iranistykę. W 1981 uzyskał stopień naukowy doktora nauk filologicznych ze specjalnością w zakresie iranistyki. Również w 1974 został pracownikiem naukowym macierzystej uczelni, początkowo jako asystent, następnie jako adiunkt. Pracował w Katedrze Językoznawstwa Ogólnego i Bałtystyki Wydziału Polonistyki UW, następnie został zatrudniony na Wydziale Orientalistycznym. Opanował języki: angielski, turecki, perski, rosyjski, niemiecki i staroosmański.
W 1981 wraz z innymi pracownikami naukowymi oraz studentami UW (m.in. Jerzym Targalskim, Wojciechem Maziarskim i Janem Malickim) brał udział w zakładaniu czasopisma „Obóz” poświęconego problematyce krajów Europy Środkowej i Wschodniej, pierwszego w krajach socjalistycznych periodyku zajmującego się tą tematyką. Uczestniczył w redagowaniu pisma, które w latach 1981–1989 ukazywało się poza zasięgiem cenzury. W redakcji „Obozu” pracował do 1991.
W 1990 wraz z Janem Malickim i Tadeuszem Majdą zainicjował w ramach Instytutu Orientalistycznego Uniwersytetu Warszawskiego działalność Seminarium Problemów Narodowościowych Związku Radzieckiego i Europy Środkowej (przekształconego następnie w Studium Europy Wschodniej). Na SEW UW pracował z przerwami do końca życia.
W latach 1982–1983 prowadził lektorat języka polskiego na Indiana University w Bloomington. W 1989 był stypendystą Uniwersytetu Oksfordzkiego.

### Działalność publiczna
W latach 1980–1991 był członkiem NSZZ „Solidarność”. W 1991 został zatrudniony w Ministerstwie Spraw Zagranicznych. Był kolejno wicedyrektorem Departamentu Europy (1991–1992), dyrektorem Departamentu Europy (1992), podsekretarzem stanu (1992–1994). Pełnił funkcję przewodniczącego zespołu negocjacyjnego w sprawie polsko-rosyjskiego traktatu o przyjaznej i dobrosąsiedzkiej współpracy z 1992.
W latach 1994–1995 pracował w Kancelarii Prezydenta RP, zajmując kolejno stanowiska podsekretarza stanu, zastępcy szefa kancelarii ds. międzynarodowych, sekretarza stanu oraz współprzewodniczącego Komitetu Konsultacyjnego Prezydentów Polski i Ukrainy. Według Józefa Oleksego w 1995 był jednym z trzech kandydatów prezydenta Lecha Wałęsy na stanowisko ministra spraw zagranicznych w jego rządzie. Premier zdecydował się jednak na nominację Władysława Bartoszewskiego.
Od 1996 do 2000 pełnił funkcję wiceprezesa zarządu Fundacji „Instytut Lecha Wałęsy”. W latach 1996–1997 wchodził w skład Rady Polityki Zagranicznej. W latach 1998–2000 był członkiem rady Polskiej Fundacji Transformacji Rynkowej „Wiedzieć Jak”. Należał do założycieli Stowarzyszenia Euro-Atlantyckiego (1994). Był także członkiem Polskiego Towarzystwa Orientalistycznego.
Do pracy w MSZ powrócił w 1997, objął wówczas stanowisko sekretarza stanu w tym resorcie, które zajmował do 2001. Pełnił również funkcje wiceprzewodniczącego zespołu negocjacyjnego w sprawie negocjacji o członkostwo Polski w Unii Europejskiej (1998–2001) oraz przewodniczącego zespołu do spraw monitorowania sytuacji w związku z atakami terrorystycznymi w USA z 11 września 2001.
Od października 2001 do 9 sierpnia 2004 sprawował funkcję ambasadora RP w Turcji. Od 11 sierpnia 2004 do 24 listopada 2005 był szefem Agencji Wywiadu z nominacji premiera Marka Belki. 5 marca 2008 premier Donald Tusk powierzył mu pełnienie obowiązków szefa tej agencji mimo sprzeciwu prezydenta Lecha Kaczyńskiego. Stanowisko to zajmował do 7 czerwca 2008, jednocześnie od 13 marca 2008 do 7 czerwca 2008 pełnił funkcję głównego doradcy premiera Donalda Tuska w Gabinecie Politycznym Prezesa Rady Ministrów. 20 września 2008 powołany na stanowisko dyrektora Akademii Dyplomatycznej Polskiego Instytutu Spraw Międzynarodowych. W 2011 objął funkcję ambasadora RP w Pakistanie. 8 maja 2015 został ranny w katastrofie śmigłowca w tym kraju. 16 lipca 2015 zakończył misję dyplomatyczną.

## Życie prywatne
Syn Antoniego i Sabiny. Ojciec dwóch synów. Pochowany na cmentarzu Wojskowym na Powązkach (kwatera 2C/9/2).

## Odznaczenia
- Krzyż Komandorski Orderu Odrodzenia Polski (1995)[15]
- Krzyż Wielki Komandorski Orderu Wielkiego Księcia Giedymina (1999, Litwa)[16]
- Order Narodowy Zasługi (Francja)[5]